# José Antonio Vera
José Antonio Vera Gil (Málaga, 27 de abril de 1959) es un periodista español.

## Biografía
Nació en Málaga (España), en 1959. Es licenciado en Ciencias de la Información, en la rama de Periodismo por la Universidad Complutense de Madrid. Empezó a colaborar a los 17 años en Radio Juventud de Málaga
También trabajó en esa misma emisora en Madrid, para luego pasar a la redacción central de Radio Cadena Española, así como en el periódico Sol de España y la revista Motor. En 1982 entra en el diario ABC. Fue jefe de sección de Nacional y redactor jefe del periódico, en el que estuvo en las áreas de Autonomías y Defensa, y desempeñó los puestos de jefe de Nacional, Ediciones Regionales, Información General y Política. Además, en 1991, con motivo de la Guerra del Golfo, fue el coordinador de la información publicada por su periódico sobre el conflicto
En 1998 acompañó a Luis María Anson en el proyecto de crear el diario La Razón, periódico que comenzó a publicarse en noviembre de ese año y en el que se encargó desde el primer momento de la subdirección de Información.
El 28 de julio de 2000 sucedió a Joaquín Vila en la dirección de La Razón, poco después de la llegada como accionistas a la sociedad editora de la editorial Planeta y Media Park. Durante los casi cinco años en los que dirigió el periódico, la difusión pasó de los 35 800 ejemplares a 145 700 (datos de la Oficina de Justificación de la Difusión, OJD). El 19 de enero de 2005 fue relevado al frente de La Razón, puesto para el que fue nombrado José Alejandro Vara, pasando él a ocupar la dirección de Publicaciones del medio y del semanario "A tu salud verde", que recibió una veintena de galardones en ocho años de vida, entre ellos el Premio Jaime I de Periodismo (2007) y el de prensa escrita de la Fundación Biodiversidad (2006). Además, continuó publicando artículos de opinión en el periódico bajo la denominación "Vuelta al ruedo".
Durante los años que ha desempeñado puestos de responsabilidad en La Razón, ha participado en distintos programas de Radio y TV. En radio participó en Radio España, en "La tarde con Cristina", a cargo de Cristina López Schlichting (COPE) y "La brújula", de Juan Pablo Colmenarejo (Onda Cero). En televisión, en Antena 3, en "El primer café" de Isabel San Sebastián y "La respuesta", de Pedro Piqueras; en TVE en "59 segundos"; y en La 10 en "Curri y Compañía", de Curri Valenzuela (2010-11).
Colaboró en "El ring", del espacio "Espejo público" de Susana Griso en Antena 3 (desde diciembre de 2006); "Herrera en la Onda", de Carlos Herrera en Onda Cero (desde septiembre de 2004); Telemadrid en "Madrid Opina" y "Alto y claro", de Isabel San Sebastián (de forma casi ininterrumpida desde 2006); Canal 9, Veo TV y 13 TV.
El 6 de marzo de 2012, fue propuesto por la Sociedad Estatal de Participaciones Industriales (SEPI) para ocupar la Presidencia de la Agencia EFE, y elegido el 9 de marzo presidente de la Agencia, fecha en la que relevó a Álex Grijelmo. En paralelo a su llegada a la Agencia EFE dejó sus responsabilidades en La Razón y las colaboraciones con otros medios.
Como presidente de la Agencia EFE activó en 2012 la puesta en funcionamiento de los portales digitales "EfeSalud" y "Efetur", la línea de información sobre Defensa, la creación de la Escuela de Efe y la publicación del libro "75 años, 75 fotos" sobre el Rey Juan Carlos I. En 2013 promovió la creación de "Efeempresas", "Efemotor", "Efeestilo" y "Efefuturo", la publicación de los libros "Reyes del Periodismo" (con motivo del XXX aniversario de los Premios Rey de España, de EFE), "Sofía 75 años", sobre la Reina Doña Sofía y, en 2014, “Efe 75” (con motivo del 75 aniversario de EFE), y "Felipe VI: La vida del Rey en 100 imágenes".
También en 2014, inauguró la nueva sede de la Agencia EFE en la Avenida de Burgos. El acto, al que asistieron centenares de personalidades de la sociedad española, fue presidido por los entonces príncipes de Asturias, Don Felipe (Felipe VI de España) y Doña Letizia Ortiz. En mayo se inauguró así mismo la exposición "75 años de EFE" en el Matadero de Madrid. La apertura de la muestra la presidieron los entonces Reyes de España, Don Juan Carlos I y Doña Sofía, en el que fue el último acto público de su reinado antes de la abdicación. Las exposiciones de EFE con motivo de su 75 aniversario se sucedieron de forma itinerante por toda España: desde Burgos a Gran Canaria, pasando por Galicia, País Vasco, Cantabria, Valencia y Andalucía. En Barcelona, la Exposición, inaugurada por la vicepresidenta del Gobierno, Soraya Sáenz de Santamaría, estuvo abierta durante 4 meses debido al éxito de público cosechado. También se inauguraron exposiciones en toda América Latina.
El 15 de marzo de 2016 inauguró el Museo EFE, "Casa de las Noticias", en un acto que presidió el presidente del Gobierno en funciones, Mariano Rajoy, al que asistieron la vicepresidenta en funciones, Soraya Sáenz de Santamaría, y el secretario general de Podemos, Pablo Iglesias, entre otras personalidades del ámbito cultural y político. En el mismo acto se hicieron entrega los II Premios EFE Cultura.
Ha sido jurado de los Premios Princesa de Asturias de Comunicación y Humanidades de 2011 a 2017 y fue nombrado patrono de la Fundación SEPI en 2014, del Instituto Cervantes (2014) y de la Fundación Madrid Vivo (2016).
Seguidor del Atlético de Madrid, en 2003 coordinó el libro "Atlético ¡porque sí!", durante el centenario del club y el epílogo de "Historia(s) del Atlético de Madrid: los secretos del Calderón", escrito por los periodistas de EFE Jenaro Lorente, Iñaki Dufour de Pablo y Oscar González.
También fue articulista habitual de la "Revista Española de Defensa" y "Vivir el vino", y editor de la revista “Carácter" y el diario digital “Debate 21".
En julio de 2018 cesó como presidente de la Agencia EFE cerrando una etapa de 6 años al frente de esta agencia de noticias.
En noviembre de 2019, se presentó a las elecciones para presidir la Asociación de la Prensa de Madrid, que perdió frente la candidatura del periodista Juan Caño.
Actualmente ocupa el puesto de director de publicaciones en el diario La Razón.

## Obras y premios
Es autor de los libros "El desarrollo sostenible de España" (2003), un ensayo sobre los peligros que acechan al ecosistema, y "La gran mentira: ¿qué se esconde detrás de la guerra del petróleo?" (2005). En el año 2000 publicó "El corrillo", en 2002 "Digo también", recopilación de artículos publicados en La Razón, y en 2017 "Balas Perdidas", de artículos no políticos en diferentes medios. Es coautor, con diferentes periodistas y escritores, de “En pie de foto: El terrorismo contra la Humanidad", “Prensa y Democracia: 25 aniversario de la Constitución", “Terrorismo, víctimas y medios de comunicación" y "De la Botica a la Farmacia" (2014). También ha prologado el libro de José Manuel Muriel "Esta empresa es un ZOO" (ESIC 2015).
Además del Premio Jaime I de Periodismo, antes citado, el 30 de junio de 2016 recibió el Premio Eisenhower por parte de la Fundación Eisenhower Fellowships Spain junto al director de El País, Antonio Caño, y los también periodistas Fernando Onega y Ana Rosa Quintana. Con anterioridad este galardón lo recibieron también Juan Luis Cebrián, Pedro J. Ramírez y Gloria Lomana. Asimismo, fue distinguido con la Encomienda de número de la Orden del Mérito Civil.
A lo largo de su carrera ha recibido el premio de Periodismo Civil 1985 de los galardones Ejército, en junio de 1986, que compartió con Alberto Pozas; la Cruz al Mérito Civil del Ejército del Aire en 2004; el Premio "Agua para todos" de la Región de Murcia de 2004, por su artículo "Desaladoras desoladoras", publicado en julio de 2004; el Premio de la Fundación Bamberg sobre Sanidad (2009); el Premio Ediciones Mayo de Barcelona (2007); el Top-10 Comunicación de las Asociaciones de Comunicación de España y el Panel de Opinión Líder Ibercom-2012 [cita requerida]que repite en 2014 con la Distinción de Honor “TOP-10/Cultura y Turismo"; el Máster de Oro Institucional del Real Fórum de Alta Dirección;[cita requerida] la placa conmemorativa de los 30 años de la Fundación de Ayuda contra la Drogadicción (FAD); la placa conmemorativa de la Fundación García Cabrerizo por su destacada labor en la divulgación científica en "A Tu Salud Verde" y posteriormente con la creación de EFEFuturo; el Premio Teatro Kapital 2015 por su Trayectoria Profesional y aportación al mundo de la Comunicación, junto a Pedro Piqueras, Paolo Vasile y Enrique Cerezo; y el premio del Instituto para la Excelencia Profesional en 2017 como reconocimiento a su labor profesional y compromiso con la Excelencia, ente otros.
Como presidente de la Agencia EFE, en mayo de 2015 recibió la Gran Cruz de la Cruz Roja y la Medalla de Oro de Burgos.[cita requerida]